# Frederick Philip Grove
Frederick Philip Grove (1879-1948) est un écrivain canadien de langue anglaise d'origine allemande, un des pionniers du roman réaliste au Canada.

## Biographie

### Une jeunesse tumultueuse
Frederick Philip Grove est né en 1879 à Radomno en province de Prusse-Occidentale sous le nom de Felix Paul Greve. D'une famille modeste - son père est conducteur de tramway - il réussit néanmoins à être admis aux Universités de Bonn puis de Munich, mais ne complète pas ses études. Il fréquente plutôt le cercle littéraire qui gravite autour du poète Stefan George et commence lui aussi à écrire. Entre 1902 et 1906, il publie deux romans et un recueil de poésie et écrit une pièce de théâtre, sans se faire vraiment remarquer. Il est également un traducteur de premier plan, de l'anglais et du français vers l'allemand. Il traduit entre autres plusieurs ouvrages d'André Gide, avec qui il entretient une correspondance soutenue.
Cependant, son train de vie exorbitant lui attire des ennuis, puisqu'il n'a pas du tout les moyens de le mener. Il en est réduit à utiliser différentes magouilles pour survivre et en 1903, il est emprisonné quelques mois pour une affaire de fraude. Il déménage et voyage fréquemment pour échapper à ses créanciers, mais se retrouve finalement dans une situation désespérée vers 1909, alors qu'il feint un suicide et s'échappe en Suède puis en Amérique afin de brouiller définitivement les pistes. Il se retrouve d'abord aux États-Unis, puis en 1912 traverse la frontière canadienne pour s'établir au Manitoba où il exerce le métier d'instituteur.
Cette première période de la vie de l'auteur a été longtemps tue. Dans son « autobiographie », publiée en 1946, In Search of Myself (À la recherche de moi-même), Grove s'est inventé une origine aristocratique suédoise que ses lecteurs ont pris à la lettre. Le premier ouvrage universitaire à propos de son œuvre, Frederick Philip Grove de Desmond Pacey (1945), ne met pas en doute les propos de l'auteur et aide à diffuser le mythe. Ce n'est qu'en 1973 dans: FPG: The European Years que le professeur D.O. Spettigue lève le voile sur le passé réel de Grove et établit hors de tout doute le lien d'identité entre Grove et Greve. De nos jours, un tel passé fantasque serait sûrement un bonus pour un écrivain, mais au début du XXe siècle, Grove cherchait d'abord à trouver une place honorable dans la société canadienne, et avouer un séjour en prison et une fuite pour échapper à ses dettes (sans parler d'une liaison amoureuse hors des liens du mariage, autre aspect caché de son passé allemand) aurait été un sujet de scandale insurmontable.

### Grove écrivain réaliste
Inspiré par son nouveau milieu, les terres récemment ouvertes à l'agriculture du sud du Manitoba, Grove se remet à la littérature au début des années 1920 avec deux ouvrages qui décrivent les conditions de vie de la région où il s'est établi: Over Prairie Trails (Sur les sentiers des prairies, 1922) et The Turn of the Year (La nouvelle année, 1923). Il découvre ainsi une nouvelle veine d'écriture réaliste et obtient un certain succès, puisque peu d'écrivains ont encore abordé la question de l'ouverture des immenses terres de l'ouest canadien à l'agriculture, un mouvement qui représente pourtant une étape essentielle de la création du pays.
Il poursuit sa carrière avec une série de romans essentiellement consacrés à la vie des pionniers de l'ouest canadien, qui ont transformé les vastes étendues en friche des Prairies en terres agricoles parmi les plus productives de la planète - le Canada s'est énormément enrichi en approvisionnant l'Europe en denrées au cours de la Première Guerre mondiale, et les provinces du Manitoba, de la Saskatchewan et de l'Alberta ont été les grandes bénéficiaires de ce mouvement. Pourtant, Grove n'adopte pas un ton triomphaliste, bien au contraire. Pour lui, la prospérité actuelle est le résultat du travail acharné de ceux qui ont défriché les terres et établi les villages et réseaux de communication; leurs descendants ne font que vivre du fruit de leurs efforts, et ont perdu le sens de l'initiative et du labeur qui ont rendu possibles ces travaux herculéens. Ainsi, son roman le plus connu Fruits of the Earth (Fruits de la terre, 1932) décrit les immenses canaux creusés quelques décennies plus tôt par les premiers pionniers de la région pour dévier les inondations comme le travail d'une de ces races disparues de géants dont parle la Bible.

### Les dernières années
Maintenant écrivain reconnu, Grove quitte le Manitoba au milieu des années 1930 pour s'établir en Ontario, à Simcoe en bordure du lac Érié. Il s'agit d'un pays très différent, colonisé peu de temps après la Révolution américaine où les classes sociales sont déjà plus figées et les liens avec l'Angleterre encore très présents. En contraste, le Manitoba était un pays d'immigration massive, où Allemands, Scandinaves, Ukrainiens, Écossais, Irlandais et Canadiens français côtoyaient une population anglaise minoritaire et aux racines aussi peu profondes que les leurs. Il s'agit également d'une région où l'industrialisation est déjà bien avancée, et ses derniers romans se pencheront sur ces phénomènes, Two Generations (Deux générations, 1939) examinant le milieu des vieilles familles anglaises de l'Ontario, et The Master of the Mill (Le maître du moulin, 1944) brossant le premier portrait d'un patron de grande entreprise de la littérature canadienne, une œuvre qui le rapproche de son contemporain américain Theodore Dreiser. Finalement, Grove publie son autobiographie fictive en 1946, pour laquelle il reçoit le prix du Gouverneur général, et un dernier roman, Consider Her Way (Considérez ce qu'elle fait), en 1947. Il est décédé à Simcoe en 1948.

## Évaluation
Frederick Philip Grove est un des premiers écrivains de style réaliste du Canada anglais, et un des premiers à décrire l'ouverture de l'Ouest canadien à la colonisation. Il est un écrivain reconnu de son vivant, à une époque où le lectorat pour les écrivains canadiens est relativement limité. Il est remis à l'honneur dans les années 1960, au moment du développement des programmes d'études canadiennes et de littérature canadienne dans les diverses universités du pays, et la plupart de ses romans sont alors réédités en éditions de poche. Une de ses nouvelles, Snow (La neige), qui décrit le sort tragique d'un homme happé par le blizzard, est une des plus souvent reproduites de la littérature canadienne-anglaise. Citée par Margaret Atwood dans son essai fondateur Survival (La Survivance, essai sur la littérature canadienne 1972), elle décrit en quelques pages tout le combat incessant entre l'homme et la nature qui définit pour Atwood le thème fondamental de la littérature canadienne.
Cependant, cette nouvelle brève est une exception dans une œuvre dont les romans constituent l'essentiel. Les quatre romans des Prairies, Settlers of the Marsh (Les colons du marais, 1925), Our Daily Bread (Notre pain quotidien, 1928), The Yoke of Life (Le fardeau de la vie, 1930) et Fruits of the Earth (déjà cité), en constituent l'épine dorsale. Un autre roman, de facture autobiographique, A Search for America (À la recherche de l'Amérique, 1927), qui raconte les années d'errance de l'auteur entre son arrivée en Amérique et son installation au Manitoba, est également considéré comme un classique. Le style de Grove, d'un réalisme classique et relativement conservateur (la place des femmes dans ses livres est mince, et les Premières nations pourraient aussi bien ne pas exister), ramène à l'époque où ses romans ont été écrits, mais l'intérêt sociologique de l'œuvre est indéniable, fondé sur une observation directe des conditions de vie qu'il décrit, et ses intrigues sont toujours lisibles.
Malgré son statut de classique canadien qui ne s'est jamais démenti, Grove a été peu traduit, et jamais en français. Il demeure ainsi pratiquement inconnu au Québec alors qu'un rapprochement entre ses romans et le roman du terroir qui dominait l'imaginaire littéraire québécois à la même époque serait des plus intéressants.

## Œuvres
Aucune des œuvres de Grove, autant celles écrites en allemand qu'en anglais, n'ont encore été traduites en français. Les équivalents des titres originaux sont donc approximatifs.
- Wanderungen (1902) Errances, poésie
- Helena und Damon (1902) Hélène et Damien, théâtre
- Fanny Essler (1905) Fanny Essler, roman
- Mauermeister Ihles Haus (1906) La maison du maître maçon, roman
- Over Prairie Trails (1922) Sur les sentiers des Prairies, essai
- The Turn of the Year (1923) La nouvelle année, essai
- Settlers of the Marsh (1925) Les colons du marais, roman
- A Search for America (1927) À la recherche de l'Amérique, roman autobiographique
- Our Daily Bread (1928) Notre pain quotidien, roman
- It Needs to Be Said (1929) Il faut bien le dire, essai
- The Yoke of Life (1930) Le fardeau de la vie, roman
- Fruits of the Earth (1932) Fruits de la terre, roman
- Two Generations (1939) Deux générations, roman
- The Master of the Mill (1944) Le maître du moulin, roman
- In Search of Myself (1946) À la recherche de moi-même, autobiographie romancée, Prix du Gouverneur général
- Consider Her Ways (1947) Considérez ce qu'elle fait, roman
- Tales From the Margin (1971, posthume) Histoires marginales, nouvelles

## Honneurs
- 1934 - Médaille Lorne Pierce
- 1946 - Prix du Gouverneur général : études et essais de langue anglaise